# David S. Ward
Pour les articles homonymes, voir Ward.
David S. Ward est un scénariste, réalisateur et producteur né le 25 octobre 1945 à Providence, Rhode Island.

## Filmographie

### comme scénariste
- 1973 : Steelyard Blues
- 1973 : L'Arnaque (The Sting)
- 1982 : Rue de la sardine (Cannery Row)
- 1983 : L'Arnaque 2 (The Sting II)
- 1986 : Saving Grace
- 1988 : Milagro (The Milagro Beanfield War)
- 1989 : Les Indians (Major League)
- 1991 : King Ralph
- 1993 : Nuits blanches à Seattle (Sleepless in Seattle)
- 1993 : The Program
- 2006 : Flyboys, de Tony Bill

### comme réalisateur
- 1982 : Rue de la sardine (Cannery Row)
- 1989 : Les Indians (Major League)
- 1991 : King Ralph
- 1993 : The Program
- 1994 : Les Indians 2 (Major League II)
- 1996 : Touche pas à mon périscope (Down Periscope)

### comme producteur
- 1994 : Les Indians 2 (Major League II)